# Museum Hameln

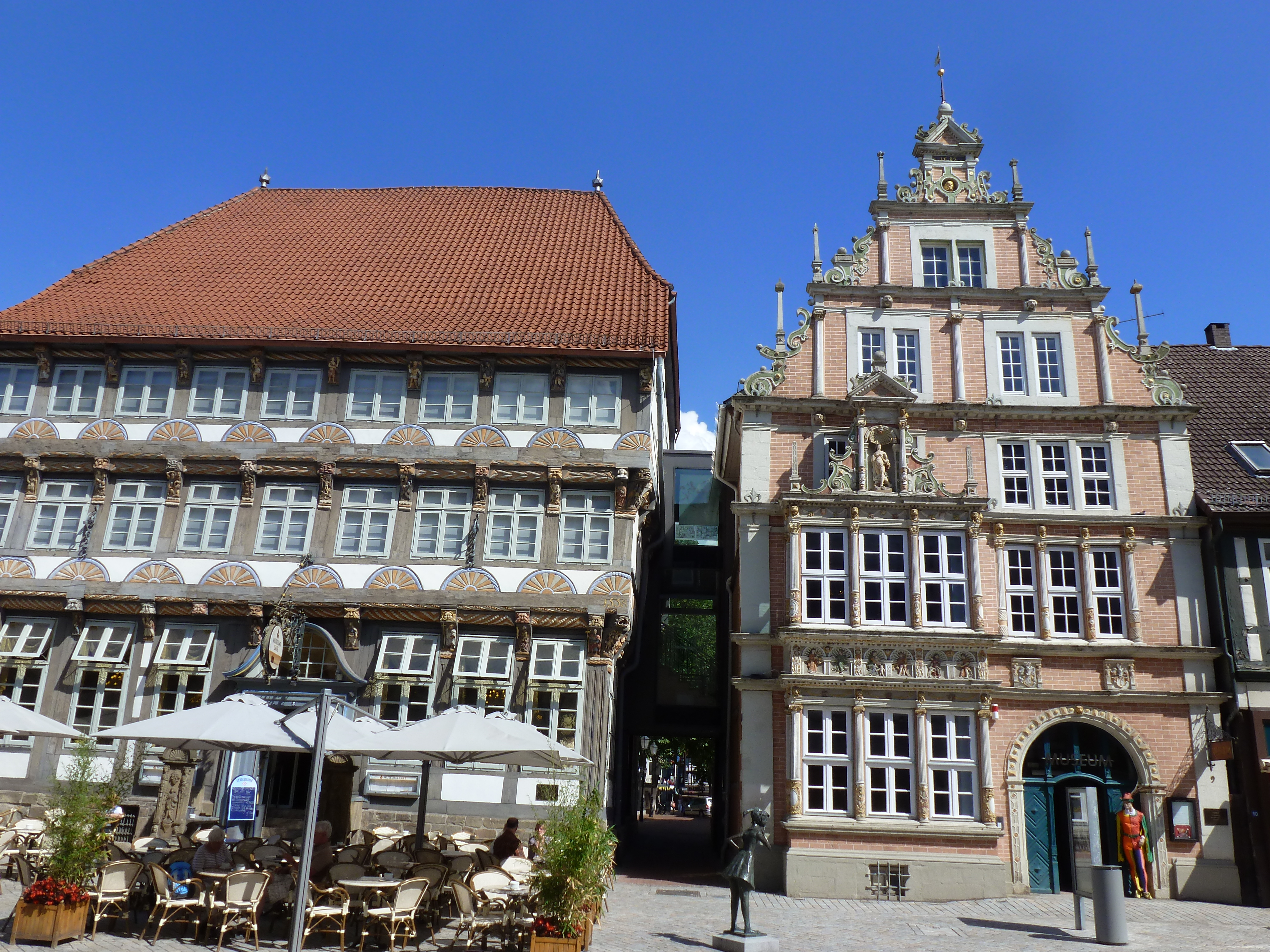
Die Museumsgebäude in Form des Stiftsherrenhauses (links) und Leisthauses (rechts)

Das Museum Hameln befindet sich in zwei Gebäuden in der historischen Hamelner Altstadt, dem Leisthaus und dem benachbarten Stiftsherrenhaus. Die beiden Gebäude in der Osterstraße gehören zu den bedeutendsten Bauten aus der Zeit der Weserrenaissance in Hameln.
Das 1912 entstandene Museum zeigt in seiner 2011 eröffneten neuen Dauerausstellung die Geschichte und Kultur der Stadt Hameln sowie des Weserberglands. Ein Schwerpunkt liegt dabei auf der weltberühmten Rattenfängersage, die auch im „Rattenfängertheater“ des Museums präsentiert wird.
Das Museum ist barrierefrei zugänglich und richtet sich mit seinen museumspädagogischen Angeboten an Besucher aller Altersgruppen.

## Geschichte
Als ein Vorläufer des Museums gilt die Sammlung des 1790 in Hameln geborenen Friedrich Wilhelm Haspelmath, der auf seinen Reisen vielerlei Objekte erstanden und im Haspelmathturm, einem Turm der Stadtbefestigung Hameln, ausgestellt hatte. Der Turm und die Sammlung gingen später als Schenkung an den Museumsverein, der 1898 „zur Sammlung und Erhaltung von Altertümern der Stadt und des Kreises Hameln“ gegründet wurde.

Das Pflümerzimmer im Museum Hameln

1910 vererbten die Geschwister Adolph und Friederike Wallbaum dem Museumsverein das Leisthaus, in dem das Museum nach umfangreicher Renovierung einen dauerhaften Ort erhielt. Mit der Eröffnung 1912 begann die Geschichte des Museums als eigenständiges Haus, denn es präsentierte nun unter einem Dach die Haspelmath-Sammlung, die vom Museumsverein erworbenen Objekte sowie die zuvor im Dachgeschoss des Rathauses untergebrachten städtischen Sammlungen.
Während des Zweiten Weltkriegs waren wesentliche Bestände ausgelagert; das Leisthaus wurde durch amerikanische Artillerieangriffe im April 1945 beschädigt. 1946 übertrug der Museumsverein das Eigentum am Gebäude auf die Stadt Hameln, blieb aber weiterhin Betreiber des Museums. Ende der 1940er Jahre wurde das Museum wieder der Öffentlichkeit zugänglich gemacht.
1977 wurde ein hauptamtlicher Museumsleiter für das bis dahin ehrenamtlich geführte Haus eingestellt. Im Rahmen einer erneuten Renovierung wurde das Museum um die oberen Geschosse des benachbarten Stiftsherrenhauses erweitert und beide Häuser durch einen Übergang miteinander verbunden.
Die letzte Restaurierung beider Gebäude erfolgte von 2008 bis 2011. Dabei wurden auch archäologische Untersuchungen der Gebäudesubstanz des Leisthauses durchgeführt. Die dabei in der Diele gefundenen Objekte sind im Museum zu sehen. Parallel zu den Baumaßnahmen wurde die Dauerausstellung neu konzipiert. Die Wiedereröffnung erfolgte 2011 im Beisein des niedersächsischen Ministerpräsidenten David McAllister.
Seit 2017 gibt das Hamelner Jahrbuch Einblick in lokalhistorische Forschungen.

## Sammlung
Die Sammlung des Museums dokumentiert die Geschichte der Stadt Hameln und ihrer Umgebung. Zu den Sammlungsschwerpunkten gehören die Rattenfängersage und die Hamelner Wirtschafts- und Sozialgeschichte. Hinzu kommen thematische Spezialsammlungen, ein umfangreiches Fotoarchiv und eine vom Museumsverein geführte Bibliothek.

## Ausstellungen

### Dauerausstellung

Teile der Dauerausstellung – Frühe Neuzeit

In der 2011 eröffneten neuen Dauerausstellung wird auf 1.200 m² die Geschichte der Stadt Hameln und ihrer Umgebung erzählt. Thematisch unterteilt nach Epochen beleuchtet sie die großen politischen Ereignisse ebenso wie den Alltag der Menschen in einer strategisch und wirtschaftlich bedeutenden Stadt.
Zentrale Themen sind unter anderem die Stadtgründung und das Leben im Mittelalter, die Zeit der Reformation, die wirtschaftliche und kulturelle Blüte der Weserrenaissance, der Ausbau der Stadt zur Festung Hameln und den Befestigungsanlagen auf dem Klüt, die Entwicklung von Industrie und Tourismus im 19. Jahrhundert und schließlich das 20. Jahrhundert mit den nationalsozialistischen Reichserntedankfesten und der Altstadtsanierung ab den 1970er Jahren.
Zu den herausragenden Exponaten der Ausstellung zählen das Hamelner Missale von 1480 sowie zwei Engelleuchter aus der Nürnberger Vischer-Werkstatt.
Ein eigener Ausstellungsbereich ist dem Rattenfänger von Hameln gewidmet. Gezeigt werden unter anderem frühe Zeugnisse zur Geschichte und Entstehung der Sage, Gemälde und Zeichnungen, darunter von Alfred Kubin, Walther Caspari und Hans Kohlschein, Beispiele für filmische und musikalische Bearbeitungen, die Karriere des Rattenfängers als Werbe- und Tourismus-Ikone sowie illustrierte Kinderbücher aus aller Welt.

### Das mechanische Rattenfängertheater

Das mechanische Rattenfängertheater

Seit 2011 gehört  gehört das sogenannte mechanische Rattenfängertheater von Otto Steiner zur Ausstellung. Es handelt sich dabei um eine künstlerische Installation, die in der Art einer Theateraufführung mit mechanischen Figuren und unter Einsatz von Licht- und Soundeffekten die Geschichte des Rattenfängers von Hameln in stilisierter Weise neu erzählt.

### Sonderausstellungen seit 2001
Während der letzten Jahre gab es folgende Sonderausstellungen: (auszugsweise)
- 2002: „Fahrradgeschichte(n) aus dem Weserbergland“
- 2003: „Wir lebten in Hameln“ – Porträtfotografie um 1940
- 2004: „Bürger erobern ihre Geschichte.“ Museum und „Museumsverein in Hameln“ und „Hundert Jahre Strom. Hameln voller Energie“
- 2005: „abgestempelt.“ Judenfeindliche Postkarten
- 2006: „Hin und weg“ – Migration im Weserbergland
- 2007: „Höchste Eisenbahn!“ Eine Ausstellung des Eisenbahnfreunde e. V. Hameln
- 2008: „Stillgestanden – Historische Fotos aus Hameln“
- 2009 bis 2011: Schließung des Museums wegen Umbaus
- 2013: „Weißt du noch...? Hameln im Wandel der Zeit“ und „Von einem Pfeiffer verführt… – Hameln und der Rattenfänger“
- 2014: „Brücken bauen. Die Briten und Hameln 1945–2014“
- 2015: „Film ab! Kinoträume im Weserbergland“
- 2016: „Die Jubiläumsausstellung. Die Sagenwelt der Brüder Grimm“
- 2017: „Luther legt los! 500 Jahre Reformation“
- 2017: „400 Jahre Hochzeitshaus“
- 2017–2018: „Ratten!“
- 2018: „Rudolf Riege. Der vergessene Bauhaus-Schüler“
- 2018–2019: „Die 70er Jahre in Hameln. Momentaufnahmen von Rudi Günther“
- 2018–2019: „Inspiration Mittelalter. Zeit des Medicus“
- 2019–2020: „James Bond. Die Macht der Verführung“
- 2020: „Versunken in Trümmern. Marktkirche und Rathaus vor 75 Jahren“
- ab Sommer 2020: „Pied Piper International. Auf den Wegen des Rattenfängers“